# Afak (distrikt)
Afak är ett distrikt i Irak. Huvudort är staden med samma namn. Det ligger i provinsen al-Qadisiyya, i den centrala delen av landet, 180 km sydost om huvudstaden Bagdad.